# Eggolsheim
Eggolsheim település Németországban, azon belül Bajorországban. Lakosainak száma 6639 fő (2023. december 31.). Eggolsheim Buttenheim és Ebermannstadt községekkel határos.

## Népesség
A település népessége az elmúlt években az alábbi módon változott:
| Lakosok száma | 4894 | 4349 | 6403 | 6396 | 6469 | 6487 | 6534 | 6580 | 6582 | 6639 |
|               | 1970 | 1975 | 2011 | 2012 | 2014 | 2015 | 2017 | 2019 | 2022 | 2023 |